# Jesús Nieto Obejero
Jesús Nieto Obejero (Ciudad Rodrigo, Salamanca, 28 de junio de 1927-Madrid, 26 de enero de 1999) fue un actor y director de doblaje español. Conocido por ser,  junto con Arturo López, la voz en Español de España del actor Peter Falk en la serie de TV Colombo, también dobló Peter Falk en otros personajes.

## Biografía
Formado como locutor en Radio Juventud y Radio Madrid, debutó como doblador en los estudios Hugo Donarelli en la capital a principios de la década de los 50. Fue descubierto por Hugo Donarelli, quien le dio un contrato en doblaje. Fue contratado por los hermanos Sánchez en "Sevilla film" (posteriormente, serían los estudios "Sincronía"), donde comenzaría una prolífica carrera, caracterizado por su ductilidad y una voz llena de matices, siendo capaz de amoldarse a cualquier papel. Desde el galán más absoluto hasta cualquier personaje secundario con cualquier peculiaridad difícil de imitar. A comienzos de los 70, funda "Arcofón-Doyson", donde sería su director artístico y en el que efectuó muchísimos trabajos. A principios de los años 80, se trasladó a Barcelona contratado por un estudio como director artístico, aunque se desvinculó y empezó a doblar y a dirigir en los estudios barceloneses, convirtiéndose en un habitual de sus doblajes hasta su fallecimiento (intercalando trabajos entre Madrid y Barcelona). Gracias a su ductilidad, pudo doblar a infinidad de actores entre Madrid y Barcelona; actores de la categoría de Jack Lemmon, Anthony Perkins, Richard Burton, Peter Falk, Jean-Paul Belmondo, Ed Asner, Marlon Brando, Gary Cooper, Fred Astaire, Gene Kelly, Michael Caine, David Carradine, Clint Eastwood, Clark Gable, Ian Holm, Bob Hope, Dean Martin, George Peppard, Rod Steiger, etc.. Además, solía doblar a Paul Naschy en sus películas. Era tal su ductilidad, que llegó a doblar a una actriz: Linda Hunt en la película "El año que vivimos peligrosamente", doblada en 1982 en "Sonoblok" (Barcelona); por ese papel, Linda Hunt, se llevó un Oscar. Cuando dobló a R. Lee Ermey en "La chaqueta metálica", tuvo que reducir su jornada de trabajo, puesto que se quedaba afónico por todos los gritos que daba el actor. Llegó a realizar más de 2000 papeles y dirigió centenares de películas y series. 
La aportación de Nieto al mundo del doblaje no termina en sus indiscutibles aptitudes artísticas: él y Luis María Lasala fueron además los principales promotores de las primeras asociaciones en defensa de los derechos laborales de los actores de doblaje y de la fundación de la Asociación Profesional de Actores de Doblaje de Madrid (APADEMA). Nieto intervino activamente también en la creación del convenio colectivo del doblaje de diciembre de 1979 tras una huelga de profesionales de la sincronización a nivel nacional. 
Sus trabajos más recordados y elogiados fueron para TVE: los doblajes originales de Peter Falk en la serie Columbo a partir de 1973 y de Edward Asner en la serie Lou Grant a partir de 1980.
Su esposa era Celia Honrubia, y su hijas María Jesús Nieto y María del Mar Nieto. Tanto Celia como María Jesús han sido actrices.